# Педавена
Педавена (итал. Pedavena) је насеље у Италији у округу Белуно, региону Венето.
Према процени из 2011. у насељу је живело 3221 становника. Насеље се налази на надморској висини од 337 м.

## Становништво
Према резултатима пописа становништва 2011. у општини је живело 4.429 становника.
| 1931. | 1936. | 1951. | 1961. | 1971. | 1981. | 1991. | 2001. | 2011. |
| ----- | ----- | ----- | ----- | ----- | ----- | ----- | ----- | ----- |
| 4.116 | 3.486 | 4.402 | 4.279 | 4.112 | 4.125 | 4.177 | 4.387 | 4.429 |